# Ilythea
Ilythea is een vliegengeslacht uit de familie van de oevervliegen (Ephydridae).

## Soorten
- I. caniceps Cresson, 1918
- I. carlestorlai Canzoneri, 1993
- I. flaviceps Cresson, 1916
- I. nebulosa Becker, 1908
- I. spilota (Curtis, 1832)
- I. variipennis (Oldenberg, 1923)